# Elsabeth Black
Elsabeth Ann Black –conocida como Ellie Black– (Halifax, 8 de septiembre de 1995) es una deportista canadiense que compite en gimnasia artística.
Ganó tres medallas en el Campeonato Mundial de Gimnasia Artística, en los años 2017 y 2022.
Participó en tres Juegos Olímpicos de Verano, ocupando el quinto lugar en Londres 2012 (concurso por equipo), el quinto en Río de Janeiro 2016 (concurso individual) y el cuarto en Tokio 2020 (barra de equilibrio).

## Palmarés internacional
| Campeonato Mundial | Campeonato Mundial      | Campeonato Mundial | Campeonato Mundial   |
| Año                | Lugar                   | Medalla            | Prueba               |
| ------------------ | ----------------------- | ------------------ | -------------------- |
| 2017               | Montreal (Canadá)       | Medalla de plata   | Concurso individual  |
| 2022               | Liverpool (Reino Unido) | Medalla de plata   | Barra                |
| 2022               | Liverpool (Reino Unido) | Medalla de bronce  | Concurso por equipos |